# ماسامي اكازاوا
ماسامي اكازاوا (باليابانية: 赤澤 昌美) (مواليد 5 مايو 1968)، هو لاعب كرة قدم سابق كان يلعب كمدافع.

## وصلات خارجية
- ماسامي اكازاوا على موقع عالم كرة القدم.نت (الإنجليزية)